# General Koskov
Georgi Koskov är en fiktiv KGB-general och skurk i James Bondfilmen Iskallt uppdrag från 1987. Koskov spelas av holländaren Jeroen Krabbé.

## Bakgrund
Koskov spelar en central roll i filmen. I början av filmen hoppar han av till väst (Storbritannien) och låter sin flickvän Kara Milovy agera prickskytt för att avhoppet ska se äkta ut. James Bond som har fått i uppdrag att se till att avhoppet går bra märker att Kara (som är cellist) inte är någon riktig prickskytt och dödar henne inte.
Väl i England förklarar Koskov att anledningen till hans avhopp är att nye KGB-ledaren General Pushkin tänker starta en kampanj mot väst kallad Smiert Spionem (död åt spioner) vilket kommer förvärra kalla kriget och i värsta fall leda till tredje världskriget. Flera brittiska agenter har redan mördats och Bond själv ska f.ö. stå med på dödslistan. Men bara några dygn senare blir Koskov "kidnappad" av vad man tror är KGB-agenter. Endast Bond misstänker att Koskov försöker lura MI6-s ledning och att kidnappningen var planerad av Koskov själv.
Bonds chef M ger 007 i uppdrag att döda Pushkin men Bond har redan starka misstankar om att det är Koskov som är mannen bakom Smiert Spionem. Och det visar sig att han har rätt. I själva verket har den ryske generalen agerat utan godkännande från övriga KGB-ledningen och dragit igång mordkampanjen mot brittiska och amerikanska spioner på egen hand. För att uppnå sina mål har han lierat sig med amerikanen Brad Whitaker som ägnar sig åt illegal vapenhandel och narkotikasmuggling. Koskvos "högra hand" är hantlangaren Necros som under filmens gång dödar många spioner från MI6, däribland Bonds vän Saunders.
Så småningom inleder Bond och Pushkin ett samarbete för att fånga eller döda Koskvov. Och till slut blir han fångad i Brad Whitakers högkvarter i Tanger. Pushkin ger order om att skicka tillbaka honom till Sovjetunionen i "Diplomatsäcken", det vill säga avrätta honom.